# Stefan Pieńkowski (fizyk)

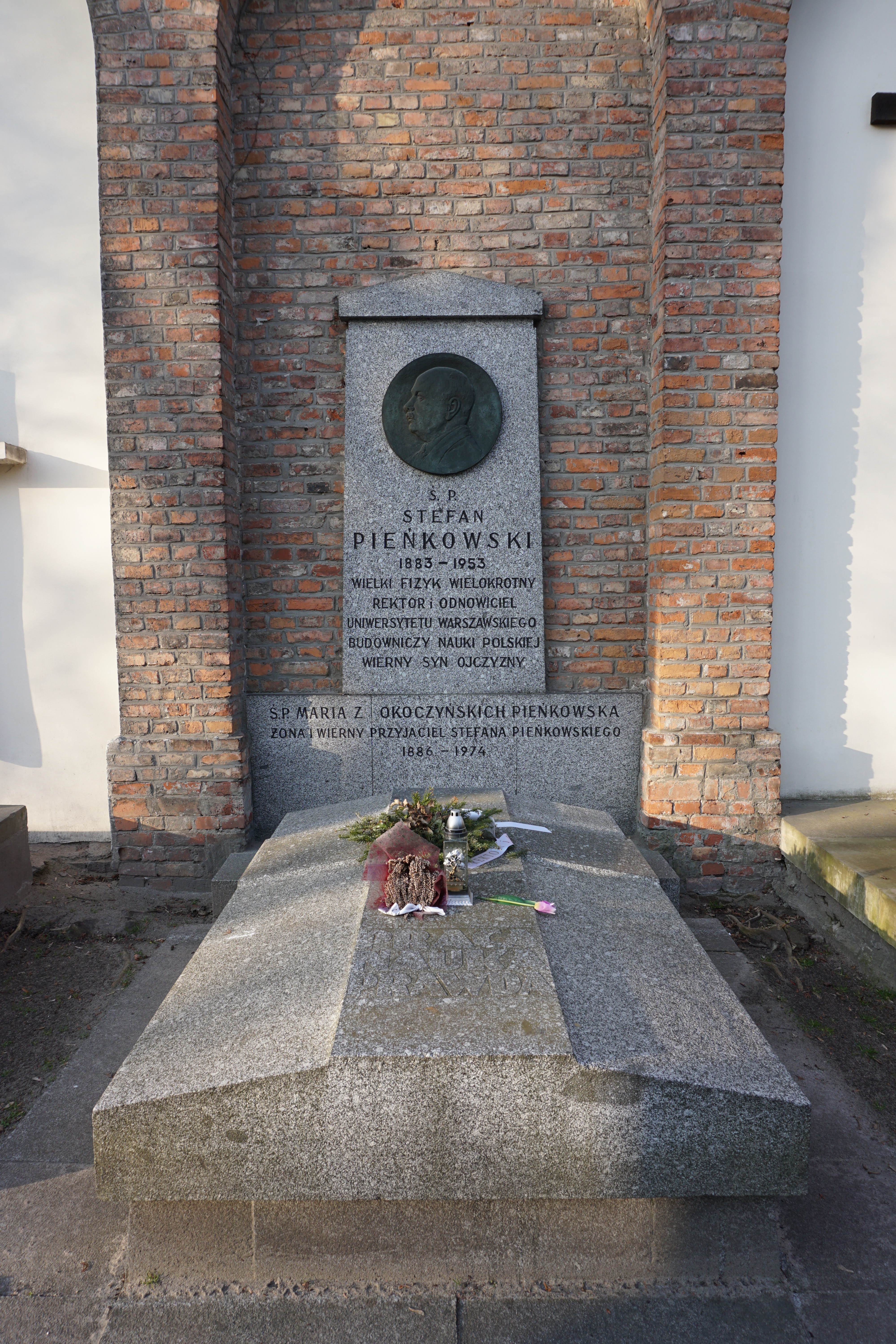
Grób Stefana Pieńkowskiego na cmentarzu Powązkowskim

Stefan Pieńkowski (ur. 28 lipca 1883 w Młynowie, zm. 20 listopada 1953 w Warszawie) – polski fizyk doświadczalny, uważany za twórcę warszawskiej szkoły fizyki doświadczalnej.

## Życiorys
Syn Andrzeja i Antoniny ze Słomińskich. Ukończył szkołę średnią w Warszawie. Na studia wyjechał do Liège. Rozpoczął naukę na wydziale inżynierii, ale wkrótce zmienił swoje zainteresowania i przeniósł się na wydział nauk matematyczno-fizycznych. Zdał z najwyższym odznaczeniem egzamin doktorski 23 lipca 1910, a w roku 1911, również z najwyższym odznaczeniem, uzyskał stopień doktora nauk fizycznych i matematycznych. Po uzyskaniu stopnia doktora, w 1911 pracował w Heidelbergu pod kierunkiem von Lenarda oraz w Liège. Po I wojnie światowej powrócił do Polski. Tytuł profesora uzyskał w roku 1919 na Uniwersytecie Warszawskim, którego był rektorem w latach 1925–1926, 1933–1936 oraz 1945–1947. W 1937 został członkiem honorowym rumuńskiej akademii nauk w Bukareszcie.
W czasie II wojny światowej uczestniczył w tajnym nauczaniu, a od 1941 stał na czele konspiracyjnego Wydziału Nauki i Szkolnictwa Wyższego.
Po wojnie, w grudniu 1945 otrzymał tytuł doktora honoris causa Sorbony, w 1946 razem z prof. Andrzejem Sołtanem obserwował eksperymentalne wybuchy bomb atomowych na atolu Bikini. W 1952 został członkiem rzeczywistym Polskiej Akademii Nauk i członkiem jej prezydium, a wcześniej był członkiem Polskiej Akademii Umiejętności. W 1953 został dyrektorem nowo stworzonego Instytutu Fizyki PAN. Był jednym z założycieli Polskiego Towarzystwa Fizycznego, a także założycielem (1950) i pierwszym redaktorem naczelnym „Postępów Fizyki”. Jest autorem podręcznika Fizyka doświadczalna.
Był mężem Marii z Kokoczyńskich (1886–1974).
Zmarł w Warszawie, pochowany na cmentarzu Powązkowskim (kwatera Aleja Zasłużonych-1-42,43).

## Zakres prac badawczych
- Zastosowanie promieniowania rentgenowskiego do analizy strukturalnej
- Zjawisko fotoluminescencji
- Efekt Ramana
- Promieniotwórczość

## Ordery i odznaczenia
- Order Sztandaru Pracy I klasy (22 lipca 1949)[7]
- Krzyż Komandorski z Gwiazdą Orderu Odrodzenia Polski (dwukrotnie: 11 listopada 1936[8], pośmiertnie, 21 listopada 1953[9])
- Krzyż Komandorski Orderu Odrodzenia Polski (dwukrotnie: 7 listopada 1925[10], 1 marca 1951[11])
- Krzyż Oficerski Orderu Odrodzenia Polski (19 sierpnia 1946)[12]

## Upamiętnienie
Jego imieniem było nazwane gimnazjum w Piątku – w miejscowości, w pobliżu której uczony się urodził.